# 458
Cette page concerne l'année 458  du calendrier julien. Pour l'année 458 av. J.-C., voir 458 av. J.-C. Pour le nombre 458, voir 458 (nombre).
L'année 458 est une année commune qui commence un mercredi.

## Événements
- Juin à novembre[1] : Lyon, qui s'est révolté depuis la déposition d'Avitus est investie par les Burgondes, qui rentrent d'une campagne en Espagne avec les Wisigoths contre les Suèves[2]. Ægidius assiège la ville pour le compte de Majorien et la punit pour trahison (458-461)[1].
- Été : 
  - Majorien bat les Vandales près de Sinuessa, sur les côtes de Campanie[3].
  - Arles est assiégée par les Wisigoths associés aux Burgondes à la fin de l'été. Ægidius échoue à faire lever le siège à l'automne[4].
- 25 août : première apparition du zéro dans un traité de cosmologie indien, le Lokavibhâga[5].
- 14 septembre : tremblement de terre à Antioche[6].
- 6 novembre : Majorien est à Ravenne[3]. Il passe en Gaule en novembre, repousse les Wisigoths devant Arles (459) et contraint Théodoric II à traiter[4].
- Les Tuoba de la dynastie des Wei du Nord portent un coup décisif aux Ruanruan dans le désert de Gobi[7].